# Jedik
A Jedi lovagok a Csillagok háborúja fiktív univerzumban levő, a középkori keleti harcművész-filozófus iskolák és a nyugati lovagrendek bizonyos jellegzetességeit ötvöző szervezet, melynek tagjai tanító, meditatív-spirituális és harci feladatokat is ellátnak. Önmeghatározásuk szerint a Galaktikus Köztársaság békéjének és rendjének őrei. A Jedik misztikus képességek birtokosai, amelyeket a továbbiakban tárgyalt Erőből merítenek. Fő ellenfeleik a Sithek.
A Jedi lovagok és filozófiájuk megjelenítése kisebb-nagyobb mértékben elüt egymástól a hivatalos Star Wars mozifilmek és a Klónok háborúja c. televíziós sorozatban és a Star Wars alkotója, George Lucas által jóváhagyott, de befolyásától néhány irányadótól eltekintve független munkákban, amelyeket összefoglaló nevükön a Kiterjesztett Univerzumként, illetve Legendákként ismerünk. 

## Az Erő
A Star Wars világában az Erő az univerzumot működtető energia (ahogyan a neve is mutatja, erő), amelynek két aspektusra oszlik: a Kozmikus és Élő Erőre. Az első trilógiában Obi-Wan Kenobi és Yoda mester elsősorban az Élő Erőt határozták meg: energiamező, amely áthatja és összeköti az egész galaxist. Ezt az Erőt az élet kelti, ugyanis minden élő "fénylő" lény, nem pedig durva anyag. Yoda ugyanakkor úgy írta le az Erőt, mint az univerzum rendjét, miszerint minden élet véges. A második trilogóiában Qui-Gon felfedte, hogy az életet az élőlények sejtjeiben jelenlévő, mikroszkópikus, a tudomány által Midikloriánoknak hívott értelmes élőlények teremtik, akik megsúgják, mi az "Erő akarata." A Kozmikus Erő az, amelybe végül minden élet visszatér. A Klónok háborúja c. televíziós sorozatban kiderült, hogy az Élő Erő az, amely minden élőben lakozik, és amely az élőlények "szelleme" és "esszenciája." A Kozmikus Erő a galaxis szívében áramlik az univerzumba, az Élet Forrásán át: itt születnek a Midikloriánok, amelyek szétszóródnak a galaxisban, életet árasztva abba. A halál pillanatában az élet a Kozmikus Erőbe áramlik, és eggyé válik vele, hogy aztán a Kozmikus Erőből új élet áramoljon a galaxisba.
Ennélfogva az Erő, Kozmikus, meg nem nyilvánult aspektusában ok, Élő, megnyilvánult aspektusában okozat, magába foglalja az élet mozgató, anyagi, formai és célokát. Egyéniesült formában lakozik az élőlények testében, hogy a halál pillanatában visszaáramoljon önmaga kozmikus voltába, és megújítsa élő aspektusát. 
Az Élő Erő - maga az élet - két aspektusra oszlik: a Sötét Oldal, a veszteségtől való félelem, (amelyet "gonoszként" is ismernek) a harag, az ártalmas ragaszkodás, gyűlölet és agresszió, kapzsiság és féltékenység, zavar. A Világos Oldalt ugyan sosem határozták meg, azokat, akik a Világos ösvényt járták, a békesség, szeretet, bölcsesség, az élet-halál körforgásának elfogadása, önfeláldozás   jellemezte. Azon élőlények, akiknek a sejtjeiben az átlagosánál több Midiklorian lakozik, születésétől kezdve fogékony a benne - és minden élőben - lakozó Élő Erőből áramló energia rezdüléseire, és képes manipulálni azt.

## Amire az Erő képessé tesz
Semleges erőképességek (ezek megtanulása nem függ attól, a világos vagy sötét oldalon áll-e az erőhasználó):
- Telekinézis: Tárgyak, élőlények érintés nélküli mozgatása. Alkalmazható módfelett nagy ugrások véghezvitelére (pl. a Darth Maul elleni harcban alkalmazzák), magasból való zuhanás után sértetlen landolásra, akár egy élőlény megtámadására is a légcső távolból való összetörésével.
- Tökéletesített érzékelés: A külvilág érzékelhető dolgainak érzékelése érzékszervek nélkül, pusztán az erőre hagyatkozva. Az epizód végén Luke Skywalker az X-szárnyúja célzókomputere nélkül lő ki „protontorpedókat” a Halálcsillagra, mégis sokkal pontosabban céloz, mint a műszer (ez az előzőleg próbálkozó pilóták sorozatos sikertelenségéből sejthető), így a célpont megsemmisül.
- Extraszenzoriális érzékelés (E.S.P.): A világ normál érzékszervek által elvileg elérhetetlen elemeinek az érzékelése, pl. jövőbelátás, a múlt korábban át nem élt eseményeinek feltárulása, távolbalátás (akár bolygóközi távolságokat is áthidalva), vagy más élőlények érzelmeinek és szándékainak telepatikus érzékelése. Darth Vader pl. így szerez tudomást a Csillagok háborúja VI: A Jedi visszatér c. részben arról fiától, Luke Skywalkertől, hogy annak nővére (és Vader lánya), Leia, életben van. Az Új remény c. film (a sorozat negyedik  része) szerint az E.S.P. az egyik legalapvetőbb erőképesség, az egyik első dolog, amit egy Jedi tanonc elkezd gyakorolni (Luke Skywalker az Ezeréves Sólyom fedélzetén az Alderaan felé tartva egy robotszonda lövéseinek kivédését gyakorolta betakart szemmel).
- Telepátia: Részben átfed a kiterjesztett E.S.P.-vel, de nem csak érzékelés, hanem aktív üzenetküldés is lehetséges ily módon. A filmekben nagyon sokszor előfordul, például a Birodalom visszavág c. rész végén a Felhőváros alatti antennákon lógva a sebesült Luke Skywalker telepatikus üzenetet küld nővérének a bolygót elhagyó Ezeréves Sólyom fedélzetére, aki ennek alapján visszamegy, és ki tudja menteni.
- Elmetrükk: Átmeneti hipnotikus jellegű hatás gyengébb akaratú élőlényekre, eredménye lehet pl. állatszelídítés (A klónok támadása: Anakin Skywalker megszelídít egy reek nevű, ölésre idomított vadállatot), humanoidok elaltatása (Jar Jar Binks „szedálása” a Naboo óceánjának mélyén a tengeralattjáróban), információk kinyerése azok akarata ellenére, emlékezetelemek rövid távú törlése, stb. Az elmetrükk erősebb akaratú lényekre nem is hat megfelelően, de a Jedik nem is szívesen alkalmazzák, mert maradandó agysérülést okozhat.[1]
- Gyorsaság

Jedi erőképességek (csak a Jedik használják őket, a sithek nem):
- Energiaelnyelés (galaktikus alapnyelven: tutaminis): A sugárfegyverek lövedékei és hasonló plazma- és energiajelenségek ártó hatása elleni védekezés egyik módja, a test egyszerűen elnyeli az ártó energiát, jelentékeny sérülés nélkül. Ez a képesség nagyon magas rendű, koncentrációt, lélekjelenlétet és az Erő alapos ismeretét igényli, hiszen a rosszul sikerült éles gyakorlat vagy a harcban való sikertelen alkalmazás bére akár súlyos sérülés, vagy halál is lehet. A filmekben csak ritkán látható, Yoda alkalmazza Dooku gróf sith energiavillámai ellen (A klónok támadása). A jól alkalmazott technika nagyon hatékony, a Kiterjesztett Univerzum szerint a képzett Jedi akár egy fénykard ellen is tud puszta kézzel védekezni egy ideig a segítségével (ez látható a Kiterjesztett Univerzumhoz tartozó Star Wars: The Old Republic online tömeg-szerepjátékhoz készített egyik hivatalos filmtrailerben, melyben Satele Shan Jedi mesternő így küzd meg Darth Malgus sith úrral az Alderaanon), puszta ököllel védekezve egy fénykard pengéje ellen). (Darth Vader a Birodalom visszavágban képes alkalmazni ezt a technikát, amikor elnyeli Han Solo lézerfegyverének sugarait! Ennek alapján Sith-ek is képesek alkalmazni!)
- Erő vitézség
- Erő-kivetülés(doppelgänge): Az erőhasználó asztráltest-szerű, de más szemlélő számára valóságosnak tűnő, és ténylegesen is valóságos hatásokat produkáló, a létrehozójától megkülönböztethetetlennek látszó „másolatot” készít, általában saját magáról, de lehetséges tetszőleges tárgyról is. A másolat nem feltétlenül pontos: lehetséges a méretek vagy egyéb fizikai tulajdonságok radikális megváltoztatása is. Az erő-szellemet a droidok és elektronikus műszerek is valóságosnak érzékelik. A szellem több is lehet, mint puszta illúzió (ilyenkor erő-fantomnak hívják, bár ezt a technikát inkább a Sithek használják): az erőhasználó képességeitől és a körülményektől függően tárgyakat mozgathat, vagy akár harcolhat is, akár nagy távolságokból irányítva, sőt az Erőben legjáratosabbak által készített erő-fantomok a készítőik halála után is aktívak maradhatnak. Az eredeti filmsorozatban nincs utalás erre a képességre, az Új remény könyvváltozatában azonban „Ben” Kenobi alkalmazza figyelemelterelésre ezt a technikát, hogy az őrségtől észrevétlenül mozoghasson a Halálcsillagon. A kiterjesztett univerzumban jóval gyakoribb az említése. Az Erő-kivetülés nem keverendő össze a Jedik azon képességével, hogy haláluk után szellemként mutatkozhatnak. Az utolsó Jedik-ben Luke Skywalker alkalmazza.
- szellemként létezés: a minden élőben lakozó Sötét Oldal elfogadásával és meghódításával, a heves érzelmek uralmának megtörésével, azok megzabolázásával és végül az ego feladásával az élőlények képesek voltak rá, hogy haláluk, a Kozmikus Erővel való egyesülés után az Erő megnyilvánulásaként a tudatuk megjelenjen az élőknek, és segítségükre legyenek. A hivatalos Star Wars történetek értelmében ez a képesség kizárólag a Jedi filozófia alapján sajátítható el, ugyanis a Sith ideológia (harag, gyűlölet, félelem, mulandó dolgokhoz való ragaszkodás) képtelenné tesz a szükséges megvilágosodásra.

## A  Jedi tanok
A Jedi lovagok a minden élőlény iránti feltétlen szeretetet szorgalmazzák, szemben a mulandó dolgokhoz (legyen az tárgy, vagy személy) való ragaszkodással, amely könnyen az Erő Sötét Oldalára csábíthatja annak használóit. Egy dolog birtoklása az annak elvesztésétől való félelemhez, az utóbbi lehetőségből fakadó haraghoz vezet, amely gyűlöletté fajul a vélt, vagy valós fenyegetés ellen. A gyűlölet pedig szenvedést szül. A Jedi lovagok egy, a rajongók közt elterjedt nézettel ellentétben nem lefojtják, vagy elutasítják érzelmeiket, hanem nem hagyják, hogy elvakítsák őket, és sokkal mélyebb, mondhatni valóságosabb szinten kötődnek egymáshoz és környezetükhöz, amellyel az Erőben elválaszthatatlan egységet képeznek.
A Jedi tanokat több rajongó erősen félremagyarázza. A tényt, hogy a Jedi lovagok képzése rendkívül fiatal korban kezdődik, többen összekeverik a gyermekrablással és agymosással, valamint a mulandó dolgokról való lemondást, és a halandó helyett a halhatatlanhoz való kötődés szorgalmazását az érzelmek lefojtásaként, megtagadásaként értelmezik. Számos véleményben visszhangoznak azok a kijelentések, amikkel Darth Sidious a Star Wars III. rész: A Sith-ek bosszúja c. filmben a Jedi Rend ellen manipulálja Anakin Skywalkert: nevezetesen a Jedik "dogmatikus" nézetei a Sötét Oldal elutasítását illetően, a Sith-ek megítélése, valamint annak felrovása, hogy a Jedi Rend elveti a Darth Plagueis által állítólagosan gyakorolt praktikát (amely voltaképp a természet rendjén elkövetett erőszak). A Jediket bíráló állításokat semmi sem támasztja alá George Lucas munkásságából.

### A Jedi Kódex
- Nincs érzelem, béke van.
- Nincs tudatlanság, tudás van.
- Nincs szenvedély, egyensúly van.
- Nincs halál, Erő van.

### A Kiterjesztett Univerzum által bemutatott Jedi Kódex
- Nincs érzelem, béke van.
- Nincs tudatlanság, tudás van.
- Nincs szenvedély, egyensúly van.
- Nincs halál, Erő van.
- Nincs érzelem, béke van.
- Nincs tudatlanság, tudás van.
- Nincs szenvedély, egyensúly van.
- Nincs halál, Erő van.
- A Jedi nem keres hatalmat.
- A Jedi nem uralkodó, nem zsarnok.
- A hatalmat keresni: elhagyni az Erő útját.
- Elhagyni az Erőt a sötét oldalhoz vezet.
- Az uralkodó és a zsarnok ellenség, de a Jedi nem használja fel a zsarnok erejét ellene.
- Néha az ember rákényszerül, hogy öljön. Ölhet a Jedi lovag is, de csakis önvédelemből, illetve mások (főleg a gyengék és a jók) védelmében. Ölhet, ha ezzel az élet fennmaradását szolgálja.
- A Jedi lovag sosem személyes hatalma vagy gazdagodása érdekében cselekszik. Tudást és megvilágosodást, békét és harmóniát keres. Ugyanakkor le akarja győzni azokat, akik ezzel ellentétesen cselekednek: halált, zsarnokságot és tudatlanságot terjesztenek.
- A Jedi lovag sosem cselekszik gyűlöletből, haragból, félelemből vagy agresszióból. Mindig akkor kell cselekednie, amikor higgadt, amikor összhangban van az Erővel. Ha dühös indulatból cselekszik, enged a sötét oldal kísértésének.
- A Jedi lovagnak minden helyzetben erőszakmentes megoldást kell keresnie, még ha nem is mindig találja meg. Néha nincs más kiút, harcolni kell és ölni. Olykor ez a legjobb lépés. Ám ez nem jelenti azt, hogy nem kellene más megoldást keresnie a dolgok intézésére 
  - Megjegyzés: A Jedi kódex az idő múlásával többször változott, finomítottak, szerkesztettek rajta.[4]

## A rend történelme és struktúrája
A hivatalos Kánon szerint a Jedi rend története nem kerül kifejtésre. A Kiterjesztett Univerzum beszámolója a következő:
A Jedi lovagok egy olyan egyénekből álló rend volt, amely érezni és használni tudta az Erőt. A Jedik a fény oldalán álltak. A rend története 25 000 évvel a Galaktikus Birodalom megalapítása előtt kezdődött. A rend kiinduló bolygója ismeretlen, de több feltételezés is van: a Coruscant, az Ossus és a Corellia, vagy egy mitikus, eltűnt bolygó, mint például a Had Abbadon, az Ondos és az Utapau.
Először csak egy meditáló rend volt, majd később aktívabb szerepet vállalt a galaktikus konfliktusban, míg megállapodtak a Coruscant bolygón a katasztrofális ruusani csata után.
A Jedi élete önfeláldozó volt. Akiknek valamennyire is adottságuk volt az Erővel szemben, születésük után nem sokkal a coruscanti Jedi-templomba vitettek. Életük nagyon egyszerű volt, amely követte a Jedi törvényeket (tilos volt a kötődés az anyagi javak és érzelmek iránt). Ezt a felkészítést az elején egy elismert, tapasztalt Jedi csinálta, amíg az illető eléggé felkészült, hogy elinduljon a Jedik útján. Néha voltak kivételek, mint Anakin Skywalker esetében, de a legtöbb esetben nem tértek el a szabályoktól.

### A rend tagjainak rangja
- Ifjonc – nem hivatalos rang, 12 éves kor alattiakra vonatkozik
- Padawan – az ifjak 12-13 évesen vizsgáztak a Jedi Tanács előtt, és ha sikerült nekik, átmehettek a vizsgán és megkapták a padawan (magyarul: apród) titulust, és megépítették fénykardjukat. A padawanok ekkor kerültek egy mester mellé, aki magához vette őket, és folytatta a kiképzést. Ezek után még sokévnyi tanulásra volt szükségük, míg elérték a Jedi lovag szintet azzal, hogy próbára küldte őket a Tanács és épségben tértek vissza.
- Jedi lovag – aki már teljesítette a vizsgákat
- Jedi mester – akinek legalább egy, sikeresen lovaggá vált tanítványa volt, ha nem volt, akkor ismét  vizsgázhattak, csak nagyon nehéz próbákkal.

## A Jedik típusai
- Jedi védelmező
- Jedi őrszem
- Jedi konzul
  - Megjegyzés: A jedi típusok kizárólag a szerepjátékban használatosak.

- Voltak még szürke jedik is. Ők azok a Jedi lovagok voltak, akik önszántukból léptek ki a Jedi Rendből. Bár ilyen nagyon kevés volt: Dooku gróf volt a huszadik mester, aki így tett.

A jedi védelmezők inkább a harcra koncentrálnak, ők voltak a Köztársaság védelmezői. A jedi konzuloknak nagy tudásuk van az erőről, de ritkán avatkoznak harcba. Általában ifjoncok elméleti oktatásában is szerepet kaptak. A jedi őrszemek a kettő közti átmenetet képezik és ők voltak rendszerint a Köztársaság követei. A jedi tanács volt a rend vezetősége, ugyanakkor tanácsadóként használt a Köztársaság Szenátusának is.
Egyebek mellett a jedik felelőssége volt a béke- és rendfenntartás a Galaktikus Köztársaságban. A hagyományos fegyverük a fénykard volt, amely a kezükben halálosan pontos és megbízható fegyver. A jedik egyik feladata volt a saját fénykard megépítése. Ezeket különböző fénykardkristályokból tehették, amelyeket kristálybarlangokból szerezhettek meg. Egy ilyen barlang található a Dantooine-on is, ahol a Jedi-tanács kiképzőközpontja működik.
A hagyomány szerint egy jedi mester csak egy tanítványt taníthatott egyszerre. Ez alól semmiféle kivételezés nem jöhet szóba.

### A sötét oldal és a klónháború
Az erő tudása nem áldozattal jár, hanem nagy kísértéssel, hogy rossz irányba használják fel és a gyűlölködő érzelmek elősegítik a „sötét oldal”nak, hogy a jediket hatalmába kerítse. Az Erő sötét oldala első látásra könnyebb, simább útnak látszik, de csak rövid ideig.
Ha egy jedi átesett a sötét oldalra, ez súlyos következményekkel járt, nemcsak az illető jedire, hanem a környezetére is. Őket sötét jediknek nevezték, vagy Darth Bane idején sitheknek is. A régi időkben a sötét jedik nagyon sokat harcoltak a jedik ellen. A Nagy sith háború, amely 4000 évvel a yavini csata előtt történt, súlyos következményekkel járt a galaxis számára. Nagyon sok Jedi esett el abban a háborúban, bár a rend győzedelmeskedett.
Körülbelül 1000 évvel a yavini csata előtt a jedikkel és az egymással való állandó harcok miatt a sithek kivesztek az emlékezetből. A valóságban egy sith, Darth Bane túlélte a hetedik ruusani ütközetet, és megalapította az új sith rendet. Bane felvette a Rule of Two hozzáállást, ami azt mondja ki, hogy egy időben csak két sith lehet, egy mester és egy tanítvány. A következő 1000 évben a Sith Rend titokban létezett és várta, hogy eljöjjön az ideje.
32 évvel Yavin előtt a Sith-ek jelenléte ismét ismertté vált a jedik előtt. Darth Sidious Sith-mester és Darth Maul, a tanítványa segítették a Naboo bolygó blokádját. Hosszú idő után először kerülnek szembe egymással a jedik és a sithek. Két jedit, Qui-Gon Jinn Jedi-mestert és fiatal padawanját, Obi-Wan Kenobit küldik a Naboo bolygóra elsimítani az ügyet. Együtt megküzdenek Darth Maullal, aki a küzdelemben megöli Qui-Gon Jinnt, de Obi-Wan Kenobi legyőzi a sithet. A jedik tudták, hogy még maradt egy aktív sith valahol a galaxisban, de nem tudták a kilétét.
A következő tíz évben Dooku gróf jedi mester is átkerült a sötét oldalra és Darth Tyrannusként tanítványa lett a sith mesternek. Dooku és Darth Sidious rendezték meg a klónháborút, ami elősegítette Palpatine Legfelsőbb Kancellár uralmát a Galaxisban. A csaták kezdetekor Obi-Wan Kenobi és tanítványa, Anakin Skywalker megküzd Dookuval, de alulmaradnak mindketten, Anakin elveszíti egyik karját is. Yoda mester is megjelenik és majdnem legyőzi Dooku grófot, de az a sötét oldal erejét használva elmenekül.
A háború alatt még egy sötét jedit képeznek ki Asajj Ventress személyében, akit Anakin Skywalker meggyilkol. Ez az első útja a sötét oldal felé. Anakin legyőzi és meggyilkolja Darth Tyrannust. A háború vége felé már megfogyatkozik a jedik serege. Palpatine/Darth Sidious cselszövésekkel átállítja a sötét oldalra Anakin Skywalkert és felfedi a kilétét előtte. Négy jedi mester szembeszáll a Sith Nagyúrral. Csak Mace Windu mester éli túl a párbajt és legyőzi a sithet. De mielőtt lesújthatna rá, Anakin Skywalker levágja a kezét és így Darth Sidious legyőzi a sérült Jedi-mestert. Anakin átáll a Sötét oldalra, új nevet kap és sith tanítvány lesz belőle, Darth Vader néven.
Darth Sidious és Darth Vader megkezdi a Jedi Rend elleni mészárlást. Darth Vader, klónkatonák segítségével legyilkolja a Jedi Templomban tartózkodókat. Csak páran élik túl a támadást, és azok is elbujdosnak, míg Yoda mester és Obi-Wan Kenobi megpróbál szembeszállni a két sith-el. Ezután Darth Vader lemészárolja a csatlós szeparatistákat a Mustafar lávabolygón. A bolygón megküzd vele egykori mestere, Obi-Wan Kenobi is, aki legyőzi egykori tanítványát. Darth Vader súlyosan megsebesül és megég az egész teste. Ezalatt Darth Sidious, Yoda mesterrel küzd meg, kettejük harca eldöntetlen marad. Darth Sidious sith nagyúr Darth Vader segítségére siet és megmenti a biztos haláltól. Darth Vader fekete géptestbe zárva éli tovább életét.
Obi-Wan Kenobi és Yoda mester elbújnak a sithek elől és Anakin Skywalker/Darth Vader ikergyermekeit is elrejtik és azt tervezik, hogy titokban később felkészítik őket a sithek ellen. Darth Sidious és Darth Vader megszilárdítja az új Első Galaktikus Birodalmat és megkezdik a megmaradt Jedik kiirtását és a holdméretű Halálcsillag elkészítését.

### A Birodalom és lázadás
A Galaktikus Polgárháború végén a megmaradt és elbújt jediket Darth Vader vezetésével és Darth Sidious háttérből való irányításával felkutatták és kiirtották. Csaknem két évtizedig a diktatúra uralma volt mindenütt jelen. Yoda mester a Dagobah bolygón, míg Obi-Wan Kenobi mester a Tatuin bolygón lelt menedéket. Itt a sithek nem keresték őket. A két jedi ez idő alatt teljesen az Erő újabb megismerésére törekedett. Egy teljesen új és a Sith-ek által elérhetetlen létet sajátítottak el. A két sith pedig vaskézzel és brutálisan irányította a Galaxist. De ezután egy új veszély jelent meg a sithekre nézve.
Húsz évvel a jedik lemészárlása után a Tatuin bolygón az ifjú Luke Skywalkert és Obi-Wan Kenobi öreg Jedi-mestert az erő egyesíti és közösen csatlakoznak a Birodalom elleni Lázadáshoz. A bolygóméretű Halálcsillagon találkozik újra Obi-Wan Kenobi és egykori tanítványa, Anakin Skywalker/Darth Vader és újra megküzdenek. A küzdelemben feláldozza magát Obi-Wan Kenobi, akinek eltűnik a teste halála pillanatában, eggyé válik az erővel. De immateriális síkon megtartja magát és később többször megjelenik az ifjú Skywalkernek. Ezzel a segítséggel és az igazi erő jelenlétével Luke Skywalker ifjú jedi padavan egymaga felrobbantja a Halálcsillagot. A Birodalom vereséget szenved és Darth Vader a Császárhoz kényszerül menekülni.
A háttérben újabb sitheket képez ki titokban Palpatine/Darth Sidious. Egyik ilyen tehetséges tanítványa lesz Mara Jade (aki a „Császár kezeként” híresül el). Ez a sith csoport teljesen titokban tevékenykedik, még Darth Vader sem tud róluk.
Pár évvel ezután Darth Vader az egész birodalmi flottát arra használja, hogy megtalálja Luke Skywalkert. A Hoth rendszerben vereséget szenvednek a Lázadók és Luke menekülni kényszerül. Obi-Wan Kenobi az Erő által megjelenik neki és Yoda jedi mesterhez vezeti a Dagobah bolygóra. Itt részesül igazi Jedi-kiképzésben az ifjú Skywalker.
Egy felhővárosban találkozik egymással Darth Vader és Luke Skywalker, a Sith Nagyúr legyőzi az ifjú jedi padavant és levágja a jobb kezét. Vader felfedi magát előtte és elárulja, hogy ő az apja. Megpróbálja átállítani a Sötét oldalra, de Luke megtagadja és elmenekül.
Időközben elkészül az újabb Halálcsillag, ami nagyobb és pusztítóbb, mint elődje. Luke Skywalker teljes kiképzést kap Yoda mestertől és jedi lovagként tér vissza.
A Halálcsillagon találkozik újra Darth Vaderrel, az apjával és a Császárral, Darth Sidiousszal. Itt a két sith nagyúr próbálja átállítani a jedit, de nem járnak sikerrel és Luke Skywalker legyőzi Darth Vadert, aki levágja a jobb kezét. Luke megtagadja a Sötét oldalt, ekkor a Császár pusztító villámokkal támadja, de az utolsó pillanatban Darth Vader megsajnálja fiát és a mesterét, Darth Sidioust lehajítja a mélységbe. Vader megölte a császárt, de ő maga is halálos sebet kapott. Utoljára azt kéri Luke-tól, hogy vegye le róla a maszkját, így apa és fia végre egymás szemébe nézhet. Vader tehát megszűnt létezni: Anakin Skywalkerként halt meg. Életműve, bár ellentmondásos, vitathatatlan, hogy a császár megölésével beteljesítette a próféciákat, és – a jövendöléseknek megfelelően – ő hozta el az egyensúlyt az erőbe. A sitheket és a Birodalmat legyőzve a lázadók szervezete visszaállítja a Régi Köztársaságot, immár „Új Köztársaság” néven.
Itt kezdi meg a jedik nevelését Luke Skywalker Jedi-mester a Yavin bolygón. Béke következik és a jedi lovagok védelmezik újra a Köztársaságot.

### A polgárháború után
Luke Skywalker egyik feladata az Új Jedi Rend megalkotása volt. Egyik tanítványa unokaöccse, Leia Skywalker és Han Solo fia, Ben Solo volt. Luke megérezte tanítványa vonzódását a Sötét Oldal felé ezért meg akarta ölni. Ben rájött erre és tanítványtársai nagyrészét lemészárolta, a maradék pedig mellé állt, Ők lettek a Ren lovagjai, Ben pedig Kylo Renre változtatta a nevét. A Ren lovagjai aztán csatlakoztak az Első Rendhez. Luke Skywalker száműzetésbe vonul.  

### Az Első Rend és az Ellenállás
Az Első Rend Snoke Legfőbb Vezér vezetésével megpróbálja megdönteni az Új Köztársaságot. Ezt egy ifjú roncsvadász Rey, egy dezertőr rohamosztagos Finn, az idős Han Solo, Chewbacca, egy Ellenálló pilóta Poe Dameron és a droidja BB8 próbálja megakadályozni. Közben Lei Skywalker az Új Köztársaság segítségével megszervezi az Ellenállást. Kylo Ren megöli az Apját, ezzel teljese átadva magát a Sötét oldalnak. Közben Rey megtalálja a Lukehoz vezető térkép utolsó darabját ezzel felkutatva az idősödő Jedit. Az idős Lukeot egy a Jedi Rendből kiábrándult remetének ismerjük meg  aki először nem hajlandó segíteni Reynek. Aztán meggondolja magát és kiképzi. Ezek után Reyt elfogja Kylo Ren és Snoke elé viszi. Ezek közben az Első Rend megtámadja az Ellenállást. Kylo megöli Snokeot majd Reyel közösen megküzdenek a tetsőrökkel. Kylo átveszi az Első Rend irányítását. Luke kivetíti saját magát az Erő segítségével és megküzd egykori tanítványával. Miután legyőzte eggyé válik az Erővel. Kylo felfedezi hogy Palpatine átköltöztette a testét egy klóntestbe és igazából nem halt meg. Kylo először meg akarja ölni a Sithet de aztán szövetkezik vele. Lei befejezi Rey kiképzését (visszaemlékezésekből kiderült hogy Leia is kapott Jedi kiképzést Luketól). Közben az Ellenállás azon fáradozik hogy megtalálja az Ősi Sith bolygót, az Exegolt, amihez a kulcsot (egy Sith Holocront) a Második Halálcsillag romjai között találják meg. Kylot közben gyötri a lelkiismerete ami egy az Apját mintázó hallucináció formájában jelenik meg. Lei meghal az Ellenállás bázisán. Kylo eldobja a fénykardját majd visszatér a Világos oldalra. Feláldozza magát hogy segítsen Reynek legyőzni Palpatinet ami sikerül is Reynek a régmúlt Jedijeinek segítségével akik az Erőn keresztül támogatják. A csata közben Rey megtudja magáról az iazságot hogy Ő Palpatine unokája. Végül Rey elássa Lei és Luke fénykardjait a Tatuinon és megépíti a saját fénykardját melynek arany színe van, ezzel jelezve hogy a Jedi Rend őrzője lett. Egy öregasszony megkérdezi Reytől hogy ki Ő.
–Rey.
–Rey kicsoda?
–Rey Skywalker.

## A jedik felszerelése
- Jedi-köpeny: a jedik általános viselete. A felszerelés nagy részét a köpeny alatt, az övre csatolva hordják.
- Komlink: kapcsolattartásra használják. Ezen készülékek révén tudnak kommunikálni az utca túloldalán vagy akár szerte a galaxisban lévő más Jedikkel.
- Légzőegység: levegőhöz juttatja a jedit a víz alatt.
- Nyomkövető: ilyen szerkezetek révén tudnak észrevétlenül a gyanúsítottak nyomában maradni.
- Fénykard: a jedik legfőbb fegyvere, az övükön, kikapcsolva hordják

## Híres jedik

### A régi rend
- Aayla Secura
- Adi Gallia
- Agen Kolar
- Ahsoka Tano
- Alek Squinquargesimus
- Anakin Skywalker
- Ashla (Jedi ifjonc)
- Atris
- Bastila Shan
- Barriss Offee
- Bultar Swan
- Cin Drallig
- Chian (Jedi ifjonc)
- Coleman Kcaj
- Coleman Trebor
- Coryn Angavel
- Daakman Barrek
- Revan
- Dooku
- Dorak
- Echuu Shen-Jon
- Foul Moudama
- J'oopi Shé
- Jack K. Burtola (Jedi ifjonc)
- Jempa (Jedi ifjonc)
- Jocasta Nu
- Joclad Danva
- Jolee Bindo
- Juhani
- Kavar
- Nejaa Halcyon
- Nicanas Tassu
- Lord Hoth
- Plo Koon
- Eeth Koth
- Even Piell
- Kavar
- Kazdan Paratus
- Ki-Adi-Mundi
- Kit Fisto
- Liam (Jedi ifjonc)
- Lonna Vash
- Lucien Draay
- Luminara Unduli
- Mace Windu
- Meetra Surik
- Nomi Sunrider
- Obi-Wan Kenobi
- Oppo Rancisis
- Ulic Qel Droma
- Pablo-Jill
- Puroth
- Que-Mars Redath-Gom
- Qui-Gon Jinn
- Quinlan Vos
- Roron Corobb
- Sar Labooda
- Sarrissa Jeng
- Sephjet Josall
- Seasee Tiin
- Stass Allie
- Sha Koon
- Sha'a Gi
- Shaak Ti
- Yaddle
- Yarael Poof
- Tan Yuster
- Tarados Gon
- Tholme
- Tsui Choi
- Tyffix
- Tyr
- Yoda
- Vandar Tokare
- Visas Marr
- Vrook Lamar
- Zett Jukassa
- Zez-Kai Ell
- Zhar Lestin
- Zule Xiss
- Zym

### Az új rend (Kiterjesztett Univerzum)
- Anakin Solo
- Cilghal
- Corran Horn
- Dorsk 81
- Jacen Solo
- Jaina Solo
- Kenth Hamner
- Kam Solusar
- Kyp Durron
- Kyle Katarn
- Luke Skywalker
- Mara Jade
- Streen
- Tionne
- Jaden Korr
- Rosh Penin